# Tia Hải Châu
Trần Hải Châu (sinh ngày 26 tháng 8 năm 1993), thường được biết đến với nghệ danh Tia Hải Châu hay đơn giản là Tia (viết cách điệu là TIA), là một nữ ca sĩ người Việt Nam. Cô đạt được danh tiếng kể từ khi giành chiến thắng trong mùa đầu tiên của cuộc thi ca hát truyền hình Tôi là... người chiến thắng vào năm 2013.
Vào tháng 6 năm 2014, cô cho phát hành đĩa đơn đầu tay "Out of Control", cùng việc xác nhận là ca sĩ người Việt đầu tiên ký kết hợp đồng cùng một trong những hãng thu âm hàng đầu quốc tế, Universal Music, như là một phần của giải thưởng mà cô đã nhận.

## Sự nghiệp ca hát

### Thuở đầu
Tuy cô chưa được học qua một trường lớp thanh nhạc nào, nhưng cô từng là một ca sĩ theo giới underground với các thể loại Hard rock, alternative rock và pop-ballad rock và từng hoạt động ca hát ở những tụ điểm quán rượu chơi nhạc rock và acoustic.

### 2013-nay:Tôi là người chiến thắng, ký kết cùng hãng Universal vàOut of Control
Từ tháng 5 năm 2013, cô tham gia vào một nhóm nhạc Power Progressive Metal mang tên "Hạc San". Nhóm sớm đặt chân vào chung kết cuộc thi Tiger Translate 2013 (cuộc chiến giữa các ban nhạc) và trở thành nhóm nhạc được yêu thích nhất.
Hải Châu sau đó tham gia vào mùa đầu tiên của cuộc thi ca hát trên truyền hình Tôi là... người chiến thắng trước sự phản đối của gia đình. Cô bắt đầu xuất hiện từ tập 5, được phát sóng vào ngày 22/6 trong "Bảng sinh viên, học sinh", với phần thi hai nhạc phẩm của nữ danh ca người Anh, Adele - "Set Fire to the Rain" và "Rolling in the Deep". Phần trình diễn của cô mang về chiến thắng áp đảo 94–7 trước thí sinh Thanh Nga và ca khúc Anh. Tạp chí Thế giới văn hóa xướng danh cô trong danh sách 4 giọng ca nổi bật trong đêm thi và mô tả phần trình diễn mang "kỹ thuật dày dặn thăng hoa trên chất giọng đặc biệt". Tác giả Tâm Giao từ tờ VNExpress đề cao phần thi của cô và gọi nó mang "phong cách hát lắc lư có dáng dấp của huyền thoại Steve Tyler cùng giọng hát mạnh mẽ ảnh hưởng từ Adele đã tạo thành một Hải Châu riêng biệt và cá tính".
Trong vòng tứ kết 2 và vòng bán kết, cô tiếp tục giành được chiến thắng vang dội trước các đối thủ với tỉ số lần lượt là 91-10 và 85-16. Trong đêm chung kết, cô giành chiến thắng áp đảo trước Nguyễn Quốc Huy Luân với tỉ số 159-42
| Phần trình diễn và kết quả Tôi là người chiến thắng mùa đầu tiên | Phần trình diễn và kết quả Tôi là người chiến thắng mùa đầu tiên | Phần trình diễn và kết quả Tôi là người chiến thắng mùa đầu tiên | Phần trình diễn và kết quả Tôi là người chiến thắng mùa đầu tiên | Phần trình diễn và kết quả Tôi là người chiến thắng mùa đầu tiên | Phần trình diễn và kết quả Tôi là người chiến thắng mùa đầu tiên |
| ---------------------------------------------------------------- | ---------------------------------------------------------------- | ---------------------------------------------------------------- | ---------------------------------------------------------------- | ---------------------------------------------------------------- | ---------------------------------------------------------------- |
| Đêm diễn                                                         | Tiền thưởng                                                      | Bài hát                                                          | Nghệ sĩ gốc                                                      | Kết quả                                                          | Nguồn                                                            |
| Vòng loại                                                        | không có                                                         | "Set Fire to the Rain"                                           | Adele                                                            | Thắng                                                            | [ 8 ]                                                            |
| Vòng loại                                                        | 10.000.000 ₫                                                     | "Rolling in the Deep"                                            | Adele                                                            | Thắng Tỉ số: 94/7                                                | [ 8 ]                                                            |
| Vòng tứ kết                                                      | 20.000.000 ₫                                                     | "Titanium"                                                       | David Guetta (hợp tác cùng Sia)                                  | Thắng Tỉ số: 91/10                                               | [ 10 ]                                                           |
| Vòng bán kết                                                     | 30.000.000 ₫                                                     | "Mượn"                                                           | Uyên Linh                                                        | Thắng Tỉ số: 85/16                                               | [ 2 ]                                                            |
| Vòng chung kết                                                   | 40.000.000 ₫                                                     | "Unfaithful"                                                     | Rihanna                                                          | Thắng Tỉ số: 90/11                                               | [ 1 ]                                                            |
| Vòng chung kết                                                   | 60.000.000 ₫                                                     | "Bust Your Windows" "Giận anh"                                   | Jazmine Sullivan Phương Vy                                       | Thắng Tỉ số: 159/42                                              | [ 1 ]                                                            |

Ngày 17 tháng 6 năm 2014, Hải Châu giới thiệu đĩa đơn đầu tay, "Out of Control", một sáng tác của Dương Khắc Linh, Hải Châu và ông Joshua - quản lý của Hải Châu. Đồng thời, cô cũng công bố về việc ký hợp đồng cùng hãng ghi âm quốc tế Universal Music, giúp cô trở thành ca sĩ người Việt Nam đầu tiên thực hiện được điều này.

## Danh sách đĩa nhạc

### Đĩa đơn
| Năm  | Đĩa đơn          |
| ---- | ---------------- |
| 2014 | "Out of Control" |